# Abacetus alaticollis
Abacetus alaticollis là một loài bọ chân chạy thuộc phân họ Pterostichinae. Loài này được Straneo mô tả lần đầu năm 1957 và là loài đặc hữu của Mozambique.